# گاو (میانه)
گاو یا در گویش محلی گُوْ روستایی از توابع دهستان کاغذکنان مرکزی در بخش کاغذکنان شهرستان میانه در استان آذربایجان شرقی ایران است.
این روستا شرقی‌ترین نقطه استان آذربایجان شرقی از لحاظ مختصات جغرافیایی و مسکونی بودن است.
رود قزل‌اوزن از کنار این روستا عبور می‌کند و همین برای سیراب کردن درختان، مزارع و گل‌ها است.

## کشاورزی
سرسبزی همراه با وجود درختان فراوان، طبیعت این روستا را چشم نواز کرده است که همین، باعث اختصاص بیشترین سهم تولید میوه در بخش کاغذکنان را به گاو شده است.
بیشترین محصولات درختی این روستا: انار، انجیر، انگور، زردآلو، توت‌ها و سیب است.
از محصولات زراعی این روستا هم می‌توان به: برنج، گندم، عدس، نخود و انواع لوبیا اشاره کرد؛ که برنج این روستا به دلیل طعم و عطر بسیار زیاد خود، مورد استفاده اهالی روستا و برخی از خانواده‌های ساکن در شهرهای دیگر قرار می‌گیرد.

## طبیعت
طبیعت زیبا و بکر این روستا به ویژه حاشیه قزل اوزن و درختان کنارهٔ این رود، این روستا را به پرمحصول‌ترین روستای کاغذکنان تبدیل کرده است.
در این روستا، چند چشمهٔ آبگرم معدنی وجود دارد که از قعر زمین می‌جوشند و همین‌طور از قزل اوزن، رود این روستا به دلیل همیشه پاک بودن آبِ این رود، ماهی‌های خوردنی و غیر خوردنی یافت می‌شود.
حیواناتی همچون خرس، پلنگ، بزکوهی، خوک، گراز، خرگوش، لاک پشت، سوسمار، ماهی و مار به دلیل طبیعت باغ‌ها در این روستا فراوان هستند.
همچنین پرندگان وحشی نظیر: عقاب، شاهین، کرکس، جغد، کلاغ، زاغ و لک لک در این روستا به دلیل وجود انبوه درختان و گل‌ها و همچنین رود تمیز آب قزل اوزن در این روستا وجود دارند.
بیشتر مردم این روستا در بخش دامداری هم فعالیت قابل توجهی دارند و در زمینه پرورش حیوانات مثل: گاو و مرغ و خروس و بوقلمون و اردک فعال هستند.
اردک‌ها در طی سال در حاشیه قزل اوزن و چشمه‌ها به وفور و کثرت وجود دارند.

## جمعیت
این روستا در دهستان کاغذکنان مرکزی واقع شده و براساس سرشماری مرکز آمار ایران در سال ۱۳۸۵، جمعیت آن ۳۸۴ نفر(۱۱۲ خانوار) بوده است.